# قائمة رؤساء الولايات المتحدة

شعار الرئاسة في الولايات المتحدة

رئيس الولايات المتحدة وفقاً للدستور الأمريكي هو رئيس الدولة ورئيس الحكومة. وهو أيضاً رئيس السلطة التنفيذية لكل فروع الحكومة الفيدرالية والقائد الأعلى للجيش الأمريكي. يعد منصب الرئيس هو أعلى سلطة سياسية في الولايات المتحدة الأمريكية من ناحية القوة والنفوذ.
ويتم انتخاب الرئيس الأمريكي كل 4 سنوات من قبل المجمع الانتخابي في الولايات المتحدة، وفي حالة عدم حصول أي مرشح على الأغلبية المطلوبة يتم الانتخاب من قبل مجلس النواب الأمريكي. ووفقاً للتعديل رقم 22 في الدستور الأمريكي لعام 1951 لا يمكن لأي رئيس تولي الرئاسة أكثر من فترتين، وإذا تولى المنصب لفترة تزيد عن عامين تحتسب كفترة كاملة ولا يمكنه الترشح إلا مرة واحدة أخرى، في حالة خلو منصب الرئيس نتيجة الوفاة أو الاستقالة أو العزل يقوم نائب الرئيس بتولى مهام الرئاسة رسمياً لحين انتهاء الفترة الرئاسية.
يشترط للترشح لهذا المنصب أن يكون المرشح مواطناً أمريكياً لا يقل عمره عن 35 عاماً وأن يكون أمريكي المولد (ولد على أرض أمريكية)، وأن يكون قد عاش أكثر من 14 عاماً في الولايات المتحدة.

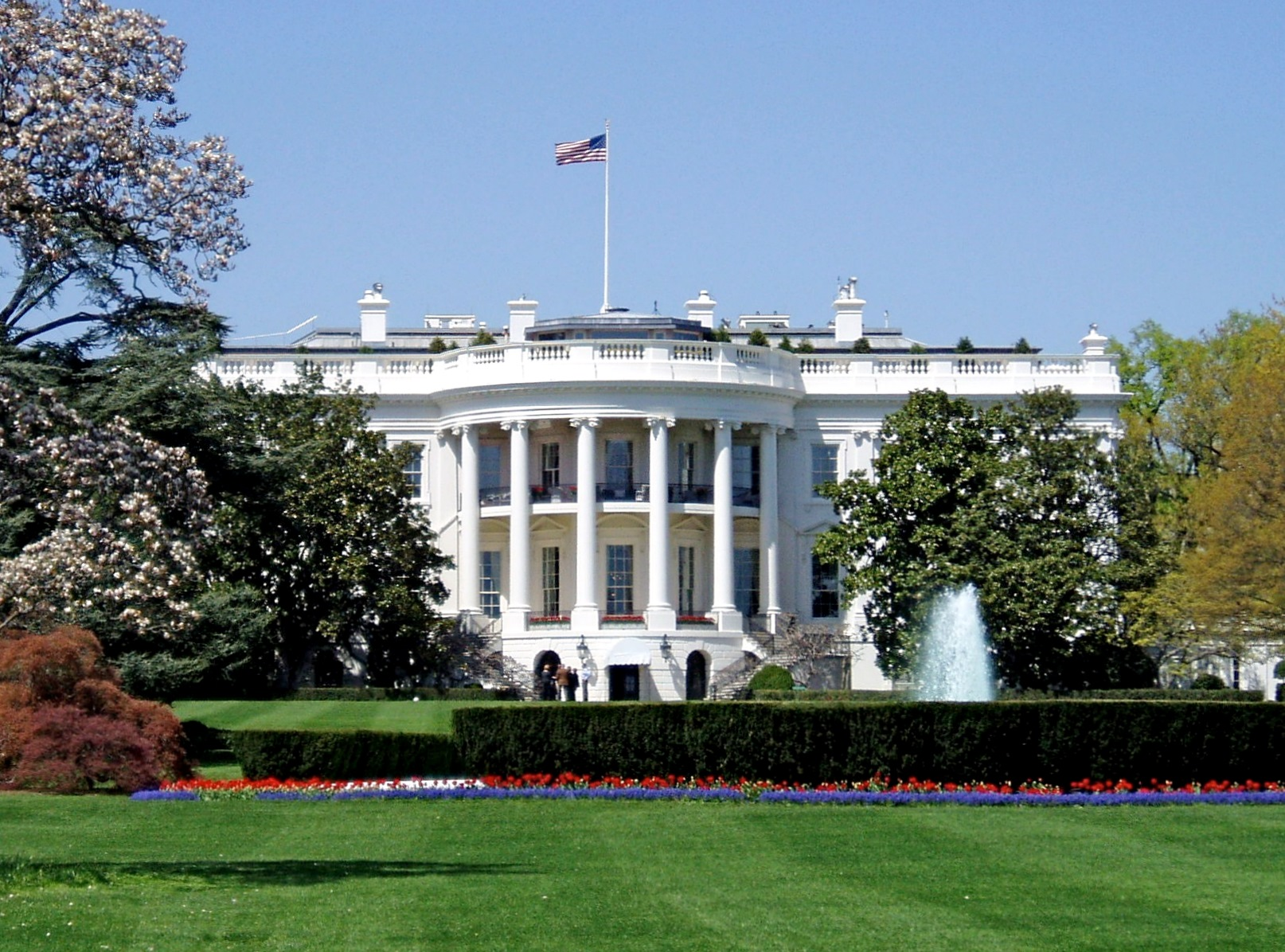
صورة البيت الأبيض المقر الرسمي لرئاسة الولايات المتحدة

هذه القائمة تحتوى على الرؤساء الذين تقلدوا المنصب بعد إقرار دستور الولايات المتحدة الأمريكية في 4 مارس 1789، يعتبر جورج واشنطن هو أول رئيس للولايات المتحدة، وعدد الأشخاص الذي تولوا المنصب هم 45 رئيس في خلال 47 فترة رئاسية، حيث تولى كل من جروفر كليفلاند ودونالد ترامب المنصب مرتين بشكل غير متتالي.
توفي كل من الرؤساء: وليام هاريسون وزكاري تايلور ووارن هاردينغ وفرانكلين روزفيلت بشكل طبيعي أثناء توليهم المنصب، بينما اغتيل كل من أبراهام لينكون وجيمس جارفيلد ووليم ماكينلي وجون كينيدي أثناء توليهم المنصب، بينما يعتبر ريتشارد نيكسون هو الرئيس الوحيد الذي استقال من منصبه وتولى نائبه جيرالد فورد مهام رئيس الولايات المتحدة.
ويعد فرانكلين روزفيلت هو أطول الرؤساء خدمة حيث تولى هذا المنصب لمدة 12 عاماً وهو أكثر من حصد عدد أصوات المجمع الانتخابي بـ 523 صوت في إنتخابات 1936، بينما الرئيس وليام هاريسون هو أقصرهم خدمة حيث توفي بعد 32 يوم من توليه المنصب، أما جون كينيدي فهو أول رئيس من المذهب الكاثوليكي الروماني في حين أن باراك أوباما هو أول رئيس أمريكي (والوحيد) من أصول أفريقية، ويعد دونالد ترامب هو ثاني رئيس أمريكي يشغل منصب الرئيس في فترتين غير متتاليتين (والوحيد) الذي يخضع لمحاولة عزل مرتين (2019 - 2021)، بينما يعد جو بايدن هو أكثر رئيس أمريكي حصداً لعدد أصوات الناخبين بنحو 81 مليون ناخب.

## قائمة رؤساء الولايات المتحدة
الأحزاب
| مستقل                    |                           |            |
| الحزب الفيدرالي الأمريكي | الحزب الجمهوري الديمقراطي | حزب اليمين |
| الحزب الديمقراطي         | الحزب الجمهوري            |            |

| رقم | الرئيس                                       | الرئيس                          | تولى المنصب               | ترك المنصب     | الحزب                                     | الفترة                                | المنصب السابق                                                     | النائب                                        | النائب                                            |
| --- | -------------------------------------------- | ------------------------------- | ------------------------- | -------------- | ----------------------------------------- | ------------------------------------- | ----------------------------------------------------------------- | --------------------------------------------- | ------------------------------------------------- |
| 1   |                                              | جورج واشنطن (1732–1799)         | 30 أبريل 1789             | 4 مارس 1797    | مستقل                                     | 1 (1789)                              | القائد العام للجيش القاري (1775–1783)                             |                                               | جون آدامز                                         |
| 1   | 2 (1792)                                     | جورج واشنطن (1732–1799)         | 30 أبريل 1789             | 4 مارس 1797    | مستقل                                     |                                       | القائد العام للجيش القاري (1775–1783)                             |                                               | جون آدامز                                         |
| 2   |                                              | جون آدامز (1735–1826)           | 4 مارس 1797               | 4 مارس 1801    | الحزب الفيدرالي الأمريكي                  | 3 (1796)                              | نائب رئيس الولايات المتحدة                                        |                                               | توماس جفرسون                                      |
| 3   |                                              | توماس جفرسون (1743–1826)        | 4 مارس 1801               | 4 مارس 1809    | الحزب الجمهوري الديمقراطي                 | 4 (1800)                              | نائب رئيس الولايات المتحدة                                        |                                               | آرون بور 4 مارس 1801 – 4 مارس 1805                |
| 3   | 5 (1804)                                     | توماس جفرسون (1743–1826)        | 4 مارس 1801               | 4 مارس 1809    | الحزب الجمهوري الديمقراطي                 |                                       | نائب رئيس الولايات المتحدة                                        | جورج كلينتون 4 مارس 1805 – 20 أبريل 1812      |                                                   |
| 4   |                                              | جيمس ماديسون (1751–1836)        | 4 مارس 1809               | 4 مارس 1817    | الحزب الجمهوري الديمقراطي                 | 6 (1808)                              | وزير الخارجية الأمريكي (1801–1809)                                | جورج كلينتون 4 مارس 1805 – 20 أبريل 1812      |                                                   |
| 4   | لا يوجد 20 أبريل 1812 – 4 مارس 1813          | جيمس ماديسون (1751–1836)        | 4 مارس 1809               | 4 مارس 1817    | الحزب الجمهوري الديمقراطي                 | 6 (1808)                              | وزير الخارجية الأمريكي (1801–1809)                                |                                               |                                                   |
| 4   | 7 (1812)                                     | جيمس ماديسون (1751–1836)        | 4 مارس 1809               | 4 مارس 1817    | الحزب الجمهوري الديمقراطي                 |                                       | وزير الخارجية الأمريكي (1801–1809)                                | إلبردج جيري 4 مارس 1813 – 23 نوفمبر 1814      |                                                   |
| 4   | 7 (1812)                                     | جيمس ماديسون (1751–1836)        | 4 مارس 1809               | 4 مارس 1817    | الحزب الجمهوري الديمقراطي                 | لا يوجد 23 نوفمبر 1814 – 4 مارس 1817  | وزير الخارجية الأمريكي (1801–1809)                                |                                               |                                                   |
| 5   |                                              | جيمس مونرو (1758–1831)          | 4 مارس 1817               | 4 مارس 1825    | الحزب الجمهوري الديمقراطي                 | 8 (1816)                              | وزير الخارجية الأمريكي (1811–1817)                                |                                               | دانيال تومبكينس                                   |
| 5   | 9 (1820)                                     | جيمس مونرو (1758–1831)          | 4 مارس 1817               | 4 مارس 1825    | الحزب الجمهوري الديمقراطي                 |                                       | وزير الخارجية الأمريكي (1811–1817)                                |                                               | دانيال تومبكينس                                   |
| 6   |                                              | جون كوينسي آدامز (1767–1848)    | 4 مارس 1825               | 4 مارس 1829    | الحزب الجمهوري الديمقراطي                 | 10 (1824)                             | وزير الخارجية الأمريكي (1817–1825)                                |                                               | جون كالهون 4 مارس 1825 – 28 ديسمبر 1832           |
| 7   |                                              | أندرو جاكسون (1767–1845)        | 4 مارس 1829               | 4 مارس 1837    | الحزب الديمقراطي                          | 11 (1828)                             | عضو مجلس الشيوخ الأمريكي عن تينيسي (1823–1825)                    |                                               | جون كالهون 4 مارس 1825 – 28 ديسمبر 1832           |
| 7   | لا يوجد 28 ديسمبر 1832 – 4 مارس 1833         | أندرو جاكسون (1767–1845)        | 4 مارس 1829               | 4 مارس 1837    | الحزب الديمقراطي                          | 11 (1828)                             | عضو مجلس الشيوخ الأمريكي عن تينيسي (1823–1825)                    |                                               |                                                   |
| 7   | 12 (1832)                                    | أندرو جاكسون (1767–1845)        | 4 مارس 1829               | 4 مارس 1837    | الحزب الديمقراطي                          |                                       | عضو مجلس الشيوخ الأمريكي عن تينيسي (1823–1825)                    | مارتن فان بيورين 4 مارس 1833 – 4 مارس 1837    |                                                   |
| 8   |                                              | مارتن فان بيورين (1782–1862)    | 4 مارس 1837               | 4 مارس 1841    | الحزب الديمقراطي                          | 13 (1836)                             | نائب رئيس الولايات المتحدة                                        |                                               | ريتشارد جونسون                                    |
| 9   |                                              | ويليام هنري هاريسون (1773–1841) | 4 مارس 1841               | أبريل 4, 1841  | حزب اليمين                                | 14 (1840)                             | وزير شؤون كولومبيا (1828–1829)                                    |                                               | جون تايلر                                         |
| 10  |                                              | جون تايلر (1790–1862)           | أبريل 4, 1841             | 4 مارس 1845    | حزب اليمين أبريل 4, 1841 – 13 سبتمبر 1841 | 14 (1840)                             | نائب رئيس الولايات المتحدة                                        | لا يوجد                                       | لا يوجد                                           |
| 10  | مستقل 13 سبتمبر 1841 – 4 مارس 1845           | جون تايلر (1790–1862)           | أبريل 4, 1841             | 4 مارس 1845    |                                           | 14 (1840)                             | نائب رئيس الولايات المتحدة                                        | لا يوجد                                       | لا يوجد                                           |
| 11  |                                              | جيمس بوك (1795–1849)            | 4 مارس 1845               | 4 مارس 1849    | الحزب الديمقراطي                          | 15 (1844)                             | حاكم ولاية تينيسي (1839–1841)                                     |                                               | جورج دالاس                                        |
| 12  |                                              | زكاري تايلور (1784–1850)        | 4 مارس 1849               | 9 يوليو 1850   | حزب اليمين                                | 16 (1848)                             | الجيش الأمريكي (برتبة فريق) (1846–1849)                           |                                               | ميلارد فيلمور                                     |
| 13  |                                              | ميلارد فيلمور (1800–1874)       | 9 يوليو 1850              | 4 مارس 1853    | حزب اليمين                                | 16 (1848)                             | نائب رئيس الولايات المتحدة                                        | لا يوجد                                       | لا يوجد                                           |
| 14  |                                              | فرانكلين بيرس (1804–1869)       | 4 مارس 1853               | 4 مارس 1857    | الحزب الديمقراطي                          | 17 (1852)                             | الجيش الأمريكي عضو مجلس الشيوخ الأمريكي عن نيوهامبشير (1847–1848) |                                               | وليام كينج 4 مارس 1853 – 18 أبريل 1853            |
| 14  | لا يوجد 18 أبريل 1853 – 4 مارس 1857          | فرانكلين بيرس (1804–1869)       | 4 مارس 1853               | 4 مارس 1857    | الحزب الديمقراطي                          | 17 (1852)                             | الجيش الأمريكي عضو مجلس الشيوخ الأمريكي عن نيوهامبشير (1847–1848) |                                               |                                                   |
| 15  |                                              | جيمس بيوكانان (1791–1868)       | 4 مارس 1857               | 4 مارس 1861    | الحزب الديمقراطي                          | 18 (1856)                             | وزير شؤون المملكة المتحدة (1853–1856)                             |                                               | جون بريكنريدج                                     |
| 16  |                                              | أبراهام لينكون (1809–1865)      | 4 مارس 1861               | أبريل 15, 1865 | الحزب الجمهوري                            | 19 (1860)                             | عضو مجلس النواب الأمريكي عن إلينوي (1847–1849)                    |                                               | هانيبال هاملين 4 مارس 1861 – 4 مارس 1865          |
| 16  | الحزب الجمهوري الاتحاد الوطني                | أبراهام لينكون (1809–1865)      | 4 مارس 1861               | أبريل 15, 1865 | 20 (1864)                                 |                                       | عضو مجلس النواب الأمريكي عن إلينوي (1847–1849)                    | أندرو جونسون 4 مارس 1865 – أبريل 15, 1865     |                                                   |
| 17  |                                              | أندرو جونسون (1808–1875)        | أبريل 15, 1865            | 4 مارس 1869    | 20 (1864)                                 | الحزب الديمقراطي الاتحاد الوطني مستقل | نائب رئيس الولايات المتحدة                                        | لا يوجد                                       | لا يوجد                                           |
| 18  |                                              | يوليسيس جرانت (1822–1885)       | 4 مارس 1869               | 4 مارس 1877    | الحزب الجمهوري                            | 21 (1868)                             | القائد العام لجيش الولايات المتحدة (1864–1869)                    |                                               | سكايلر كولفاكس 4 مارس 1869 – 4 مارس 1873          |
| 18  | 22 (1872)                                    | يوليسيس جرانت (1822–1885)       | 4 مارس 1869               | 4 مارس 1877    | الحزب الجمهوري                            |                                       | القائد العام لجيش الولايات المتحدة (1864–1869)                    | هنري ويلسون 4 مارس 1873 – 22 نوفمبر 1875      |                                                   |
| 18  | 22 (1872)                                    | يوليسيس جرانت (1822–1885)       | 4 مارس 1869               | 4 مارس 1877    | الحزب الجمهوري                            | لا يوجد 22 نوفمبر 1875 – 4 مارس 1877  | القائد العام لجيش الولايات المتحدة (1864–1869)                    |                                               |                                                   |
| 19  |                                              | رذرفورد هايز (1822–1893)        | 4 مارس 1877               | 4 مارس 1881    | الحزب الجمهوري                            | 23 (1876)                             | حاكم ولاية أوهايو (1868–1872, 1876–1877)                          |                                               | وليام ويلر                                        |
| 20  |                                              | جيمس جارفيلد (1831–1881)        | 4 مارس 1881               | 19 سبتمبر 1881 | الحزب الجمهوري                            | 24 (1880)                             | عضو مجلس النواب الأمريكي عن أوهايو (1863–1881)                    |                                               | تشستر آرثر                                        |
| 21  |                                              | تشستر آرثر (1829–1886)          | 19 سبتمبر 1881            | 4 مارس 1885    | الحزب الجمهوري                            | 24 (1880)                             | نائب رئيس الولايات المتحدة                                        | لا يوجد                                       | لا يوجد                                           |
| 22  |                                              | جروفر كليفلاند (1837–1908)      | 4 مارس 1885               | 4 مارس 1889    | الحزب الديمقراطي                          | 25 (1884)                             | حاكم ولاية نيويورك (1883–1885)                                    |                                               | توماس أندروز هندريكس 4 مارس 1885 – 25 نوفمبر 1885 |
| 22  | لا يوجد 25 نوفمبر 1885 – 4 مارس 1889         | جروفر كليفلاند (1837–1908)      | 4 مارس 1885               | 4 مارس 1889    | الحزب الديمقراطي                          | 25 (1884)                             | حاكم ولاية نيويورك (1883–1885)                                    |                                               |                                                   |
| 23  |                                              | بنجامين هاريسون (1833–1901)     | 4 مارس 1889               | 4 مارس 1893    | الحزب الجمهوري                            | 26 (1888)                             | عضو مجلس الشيوخ الأمريكي عن إنديانا (1881–1887)                   |                                               | ليفي مورتون                                       |
| 24  |                                              | جروفر كليفلاند (1837–1908)      | 4 مارس 1893               | 4 مارس 1897    | الحزب الديمقراطي                          | 27 (1892)                             | رئيس الولايات المتحدة (1885–1889)                                 |                                               | أدلاي ستيفنسون الأول                              |
| 25  |                                              | ويليام ماكينلي (1843–1901)      | 4 مارس 1897               | 14 سبتمبر 1901 | الحزب الجمهوري                            | 28 (1896)                             | حاكم ولاية أوهايو (1892–1896)                                     |                                               | جاريت هوبرت 4 مارس 1897 – 21 نوفمبر 1899          |
| 25  | لا يوجد 21 نوفمبر 1899 – 4 مارس 1901         | ويليام ماكينلي (1843–1901)      | 4 مارس 1897               | 14 سبتمبر 1901 | الحزب الجمهوري                            | 28 (1896)                             | حاكم ولاية أوهايو (1892–1896)                                     |                                               |                                                   |
| 25  | 29 (1900)                                    | ويليام ماكينلي (1843–1901)      | 4 مارس 1897               | 14 سبتمبر 1901 | الحزب الجمهوري                            |                                       | حاكم ولاية أوهايو (1892–1896)                                     | ثيودور روزفلت 4 مارس 1901 – 14 سبتمبر 1901    |                                                   |
| 26  | 29 (1900)                                    |                                 | ثيودور روزفلت (1858–1919) | 14 سبتمبر 1901 | 4 مارس 1909                               | الحزب الجمهوري                        | نائب رئيس الولايات المتحدة                                        | لا يوجد 14 سبتمبر 1901 – 4 مارس 1905          | لا يوجد 14 سبتمبر 1901 – 4 مارس 1905              |
| 26  | 30 (1904)                                    |                                 | ثيودور روزفلت (1858–1919) | 14 سبتمبر 1901 | 4 مارس 1909                               | الحزب الجمهوري                        | نائب رئيس الولايات المتحدة                                        | تشارلز فيربانكس 4 مارس 1905 – 4 مارس 1909     |                                                   |
| 27  |                                              | ويليام هوارد تافت (1857–1930)   | 4 مارس 1909               | 4 مارس 1913    | الحزب الجمهوري                            | 31 (1908)                             | وزير الحرب (1904–1908)                                            |                                               | جيمس شيرمان 4 مارس 1909 – 30 أكتوبر 1912          |
| 27  | لا يوجد 30 أكتوبر 1912 – 4 مارس 1913         | ويليام هوارد تافت (1857–1930)   | 4 مارس 1909               | 4 مارس 1913    | الحزب الجمهوري                            | 31 (1908)                             | وزير الحرب (1904–1908)                                            |                                               |                                                   |
| 28  |                                              | وودرو ويلسون (1856–1924)        | 4 مارس 1913               | 4 مارس 1921    | الحزب الديمقراطي                          | 32 (1912)                             | حاكم ولاية نيو جيرسي (1911–1913)                                  |                                               | توماس مارشال                                      |
| 28  | 33 (1916)                                    | وودرو ويلسون (1856–1924)        | 4 مارس 1913               | 4 مارس 1921    | الحزب الديمقراطي                          |                                       | حاكم ولاية نيو جيرسي (1911–1913)                                  |                                               | توماس مارشال                                      |
| 29  |                                              | وارن جي. هاردينغ (1865–1923)    | 4 مارس 1921               | 2 أغسطس 1923   | الحزب الجمهوري                            | 34 (1920)                             | مجلس الشيوخ الأمريكي عن أوهايو (1915–1921)                        |                                               | كالفين كوليدج                                     |
| 30  |                                              | كالفين كوليدج (1872–1933)       | 2 أغسطس 1923              | 4 مارس 1929    | الحزب الجمهوري                            | 34 (1920)                             | نائب رئيس الولايات المتحدة                                        | لا يوجد 2 أغسطس 1923 – 4 مارس 1925            | لا يوجد 2 أغسطس 1923 – 4 مارس 1925                |
| 30  | 35 (1924)                                    | كالفين كوليدج (1872–1933)       | 2 أغسطس 1923              | 4 مارس 1929    | الحزب الجمهوري                            |                                       | نائب رئيس الولايات المتحدة                                        | تشارلز جيتس دويز 4 مارس 1925 – 4 مارس 1929    |                                                   |
| 31  |                                              | هربرت هوفر (1874–1964)          | 4 مارس 1929               | 4 مارس 1933    | الحزب الجمهوري                            | 36 (1928)                             | وزير التجارة (1921–1928)                                          |                                               | تشارلز كورتيس                                     |
| 32  |                                              | فرانكلين روزفلت (1882–1945)     | 4 مارس 1933               | 12 أبريل 1945  | الحزب الديمقراطي                          | 37 (1932)                             | حاكم ولاية نيويورك (1929–1932)                                    |                                               | جون نانس غارنر 4 مارس 1933 – 20 يناير 1941        |
| 32  | 38 (1936)                                    | فرانكلين روزفلت (1882–1945)     | 4 مارس 1933               | 12 أبريل 1945  | الحزب الديمقراطي                          |                                       | حاكم ولاية نيويورك (1929–1932)                                    |                                               | جون نانس غارنر 4 مارس 1933 – 20 يناير 1941        |
| 32  | 39 (1940)                                    | فرانكلين روزفلت (1882–1945)     | 4 مارس 1933               | 12 أبريل 1945  | الحزب الديمقراطي                          |                                       | حاكم ولاية نيويورك (1929–1932)                                    | هنري أغارد ولاس 20 يناير 1941 – 20 يناير 1945 |                                                   |
| 32  | 40 (1944)                                    | فرانكلين روزفلت (1882–1945)     | 4 مارس 1933               | 12 أبريل 1945  | الحزب الديمقراطي                          |                                       | حاكم ولاية نيويورك (1929–1932)                                    | هاري ترومان 20 يناير 1945 – 12 أبريل 1945     |                                                   |
| 33  | 40 (1944)                                    |                                 | هاري ترومان (1884–1972)   | 12 أبريل 1945  | 20 يناير 1953                             | الحزب الديمقراطي                      | نائب رئيس الولايات المتحدة                                        | لا يوجد 12 أبريل 1945 – 20 يناير 1949         | لا يوجد 12 أبريل 1945 – 20 يناير 1949             |
| 33  | 41 (1948)                                    |                                 | هاري ترومان (1884–1972)   | 12 أبريل 1945  | 20 يناير 1953                             | الحزب الديمقراطي                      | نائب رئيس الولايات المتحدة                                        | ألبين باركلي 20 يناير 1949 – 20 يناير 1953    |                                                   |
| 34  |                                              | دوايت أيزنهاور (1890–1969)      | 20 يناير 1953             | 20 يناير 1961  | الحزب الجمهوري                            | 42 (1952)                             | القائد العام لقوات الحلفاء في أوروبا (1949–1952)                  |                                               | ريتشارد نيكسون                                    |
| 34  | 43 (1956)                                    | دوايت أيزنهاور (1890–1969)      | 20 يناير 1953             | 20 يناير 1961  | الحزب الجمهوري                            |                                       | القائد العام لقوات الحلفاء في أوروبا (1949–1952)                  |                                               | ريتشارد نيكسون                                    |
| 35  |                                              | جون كينيدي (1917–1963)          | 20 يناير 1961             | 22 نوفمبر 1963 | الحزب الديمقراطي                          | 44 (1960)                             | عضو مجلس الشيوخ الأمريكي عن ماساتشوستس (1953–1960)                |                                               | ليندون جونسون                                     |
| 36  |                                              | ليندون جونسون (1908–1973)       | 22 نوفمبر 1963            | 20 يناير 1969  | الحزب الديمقراطي                          | 44 (1960)                             | نائب رئيس الولايات المتحدة                                        | لا يوجد 22 نوفمبر 1963 – 20 يناير 1965        | لا يوجد 22 نوفمبر 1963 – 20 يناير 1965            |
| 36  | 45 (1964)                                    | ليندون جونسون (1908–1973)       | 22 نوفمبر 1963            | 20 يناير 1969  | الحزب الديمقراطي                          |                                       | نائب رئيس الولايات المتحدة                                        | هيوبرت همفري 20 يناير 1965 – 20 يناير 1969    |                                                   |
| 37  |                                              | ريتشارد نيكسون (1913–1994)      | 20 يناير 1969             | 9 أغسطس 1974   | الحزب الجمهوري                            | 46 (1968)                             | نائب رئيس الولايات المتحدة (1953–1961)                            |                                               | سبيرو أغنيو 20 يناير 1969 – 10 أكتوبر 1973        |
| 37  | 47 (1972)                                    | ريتشارد نيكسون (1913–1994)      | 20 يناير 1969             | 9 أغسطس 1974   | الحزب الجمهوري                            |                                       | نائب رئيس الولايات المتحدة (1953–1961)                            |                                               | سبيرو أغنيو 20 يناير 1969 – 10 أكتوبر 1973        |
| 37  | لا يوجد 10 أكتوبر 1973 – 6 ديسمبر 1973       | ريتشارد نيكسون (1913–1994)      | 20 يناير 1969             | 9 أغسطس 1974   | الحزب الجمهوري                            |                                       | نائب رئيس الولايات المتحدة (1953–1961)                            |                                               |                                                   |
| 37  | جيرالد فورد 6 ديسمبر 1973 – 9 أغسطس 1974     | ريتشارد نيكسون (1913–1994)      | 20 يناير 1969             | 9 أغسطس 1974   | الحزب الجمهوري                            |                                       | نائب رئيس الولايات المتحدة (1953–1961)                            |                                               |                                                   |
| 38  |                                              | جيرالد فورد (1913–2006)         | 9 أغسطس 1974              | 20 يناير 1977  | الحزب الجمهوري                            | نائب رئيس الولايات المتحدة            | لا يوجد 9 أغسطس 1974 – 19 ديسمبر 1974                             | لا يوجد 9 أغسطس 1974 – 19 ديسمبر 1974         |                                                   |
| 38  | نيلسون روكفلر 19 ديسمبر 1974 – 20 يناير 1977 | جيرالد فورد (1913–2006)         | 9 أغسطس 1974              | 20 يناير 1977  | الحزب الجمهوري                            | نائب رئيس الولايات المتحدة            |                                                                   |                                               |                                                   |
| 39  |                                              | جيمي كارتر (1924–2024)          | 20 يناير 1977             | 20 يناير 1981  | الحزب الديمقراطي                          | 48 (1976)                             | حاكم ولاية جورجيا (1971–1975)                                     |                                               | والتر مونديل                                      |
| 40  |                                              | رونالد ريغان (1911–2004)        | 20 يناير 1981             | 20 يناير 1989  | الحزب الجمهوري                            | 49 (1980)                             | حاكم ولاية كاليفورنيا (1967–1975)                                 |                                               | جورج بوش الأب                                     |
| 40  | 50 (1984)                                    | رونالد ريغان (1911–2004)        | 20 يناير 1981             | 20 يناير 1989  | الحزب الجمهوري                            |                                       | حاكم ولاية كاليفورنيا (1967–1975)                                 |                                               | جورج بوش الأب                                     |
| 41  |                                              | جورج بوش الأب (1924–2018)       | 20 يناير 1989             | 20 يناير 1993  | الحزب الجمهوري                            | 51 (1988)                             | نائب رئيس الولايات المتحدة                                        |                                               | دان كويل                                          |
| 42  |                                              | بيل كلينتون (مواليد 1946)       | 20 يناير 1993             | 20 يناير 2001  | الحزب الديمقراطي                          | 52 (1992)                             | حاكم ولاية أركنساس (1979–1981, 1983–1992)                         |                                               | آل جور                                            |
| 42  | 53 (1996)                                    | بيل كلينتون (مواليد 1946)       | 20 يناير 1993             | 20 يناير 2001  | الحزب الديمقراطي                          |                                       | حاكم ولاية أركنساس (1979–1981, 1983–1992)                         |                                               | آل جور                                            |
| 43  |                                              | جورج دبليو بوش (مواليد 1946)    | 20 يناير 2001             | 20 يناير 2009  | الحزب الجمهوري                            | 54 (2000)                             | حاكم ولاية تكساس (1995–2000)                                      |                                               | ديك تشيني                                         |
| 43  | 55 (2004)                                    | جورج دبليو بوش (مواليد 1946)    | 20 يناير 2001             | 20 يناير 2009  | الحزب الجمهوري                            |                                       | حاكم ولاية تكساس (1995–2000)                                      |                                               | ديك تشيني                                         |
| 44  |                                              | باراك أوباما (مواليد 1961)      | 20 يناير 2009             | 20 يناير 2017  | الحزب الديمقراطي                          | 56 (2008)                             | عضو مجلس الشيوخ الأمريكي عن إلينوي (2005–2008)                    |                                               | جو بايدن                                          |
| 44  | 57 (2012)                                    | باراك أوباما (مواليد 1961)      | 20 يناير 2009             | 20 يناير 2017  | الحزب الديمقراطي                          |                                       | عضو مجلس الشيوخ الأمريكي عن إلينوي (2005–2008)                    |                                               | جو بايدن                                          |
| 45  |                                              | دونالد ترامب (مواليد 1946)      | 20 يناير 2017             | 20 يناير 2021  | الحزب الجمهوري                            | 58 (2016)                             | الرئيس التنفيذي لمنظمة ترامب (1971–2017)                          |                                               | مايك بنس                                          |
| 46  |                                              | جو بايدن (مواليد 1942)          | 20 يناير 2021             | 20 يناير 2025  | الحزب الديمقراطي                          | 59 (2020)                             | نائب رئيس الولايات المتحدة (2009–2017)                            |                                               | كامالا هاريس                                      |
| 47  |                                              | دونالد ترامب (مواليد 1946)      | 20 يناير 2025             | في المنصب      | الحزب الجمهوري                            |                                       |                                                                   |                                               | جيه دي فانس                                       |

## قائمة الرؤساء لأكثر من مدّة
| اسم الرئيس      | عدد الفترات الانتخابية | ملاحظات                                                                       |
| --------------- | ---------------------- | ----------------------------------------------------------------------------- |
| جورج واشنطن     | 2                      |                                                                               |
| توماس جفرسون    | 2                      |                                                                               |
| جيمس ماديسون    | 2                      |                                                                               |
| جيمس مونرو      | 2                      |                                                                               |
| أندرو جاكسون    | 2                      |                                                                               |
| أبراهام لينكون  | 2                      | اُغْتِيلَ في بداية الفترة الرئاسية الثانية                                        |
| يوليسيس جرانت   | 2                      |                                                                               |
| جروفر كليفلاند  | 2                      | تولى المنصب على فترتين غير متتاليتين                                          |
| وودرو ويلسون    | 2                      |                                                                               |
| فرانكلين روزفلت | 4                      | توفي أثناء الفترة الرابعة وهو صاحب أطول فترة رئاسية في تاريخ الولايات المتحدة |
| دوايت أيزنهاور  | 2                      |                                                                               |
| ريتشارد نيكسون  | 2                      | استقال في بداية فترته الرئاسية الثانية.                                       |
| رونالد ريغان    | 2                      |                                                                               |
| بيل كلينتون     | 2                      |                                                                               |
| جورج دبليو بوش  | 2                      |                                                                               |
| باراك أوباما    | 2                      |                                                                               |

## قائمة الرؤساء حسب الحزب
| الحزب السياسي             | عدد الرؤساء | عدد الفترات الرئاسية |
| ------------------------- | ----------- | -------------------- |
| الحزب الديمقراطي          | 17          | 25                   |
| الحزب الجمهوري            | 19          | 23                   |
| حزب اليمين                | 4           | 2                    |
| الحزب الجمهوري الديمقراطي | 4           | 7                    |
| الحزب الفيدرالي الأمريكي  | 1           | 1                    |
| مستقل                     | 1           | 2                    |

## الملاحظات
1. ↑  
من أجل الترقيم الصحيح للرؤساء، يتم وضع ترتيب الرئيس وفقاً لفترة الخدمة من الزمن دون انقطاع في من قبله. على سبيل المثال، جورج واشنطن خدم فترتين متتاليتين ويتم احتسابه كأول رئيس (وليس الأول والثاني). عند استقالة الرئيس ال37 ريتشارد نيكسون، جيرالد فورد أصبح الرئيس 38 على الرغم من أنه خدم فقط ما تبقّى من فترة ولاية ثانية نيكسون ولم ينتخب للرئاسة. بينما كان مختلف مع جروفر كليفلاند حيث يحتسب كالرئيس ال22 والرئيس 24 لأن فترتي رئاسته لم تكونا متتاليتين. الفترة التي يتولى فيها نائب الرئيس مؤقتاً أعمال الرئيس وفقاً للتعديل الخامس والعشرون لدستور الولايات المتحدة لا تحتسب كفترة رئاسية جديدة، بل يستكمل الفترة الرئاسية حتى نهايتها.
2. ↑  بدلاً من أن يتولّى الرئاسة يوم 4 مارس 1789، أُجِّلَتْ مناصب تولّي جورج واشنطن للفترة الأولى 57 يوما (1 الشهر و27 يوما) إلى 30 أبريل 1789، وذلك لأن الكونغرس الأمريكي لم يستكمل النصاب القانوني.
3. 1 2 3 4 5 6 7 8 9  
لم يتم إعادة إنتخابه
4. 1 2 3 4 5 6 7 8 9 10 11  
توفي في المنصب لأسباب طبيعية
5. 1 2 3 4 5 6 7 8 9 10 11 12 13 14 15 16 17 18  
قبل التصديق على التعديل الخامسة والعشرون لدستور الولايات المتحدة في عام 1967، لم يكن هناك آلية يمكن من خلالها شغل المقعد الشاغر في مكتب نائب الرئيس. كان ريتشارد نيكسون أول رئيس يكون منصبه شاغر وفقاً لأحكام التعديل الخامسة والعشرون عندما عيّن جيرالد فورد. وعندما فورد في الفترة الرئاسية الثانية عين نيلسون روكفلر لخلافته.
6. 1 2 3  
استقال
7. ↑  
عند تولّي نائب الرئيس أعمال الرئاسة، كان تايلر هو أول سابقة لتولي هذا المنصب وتم تسميته رئيساً بدلاً من مسمى "رئيس تصريف أعمال". حاول خصومه السياسيين الإشارة إليه باسم "القائم بأعمال الرئيس"، لكنه رفض السماح بذلك. التعديل الخامسة والعشرون لدستور الولايات المتحدة جعل هذه السابقة مؤكدة بشكل رسمي في الدستور.
8. ↑  
كان ديمقراطي سابق ورشح نفسه لنائب الرئيس على تذكرة اليميني. حدثت خلافات مع أعضاء الكونجرس لاليميني وطرد من الحزب اليميني في عام 1841.
9. 1 2 3 4 5 6 7 8 9 10 11  
توفي وهو في المنصب
10. 1 2  
نجح في الحصول على فترة رئاسية ثانية بشكل غير متتالي
11. 1 2 3 4  
اُغتيل
12. 1 2  
أبراهام ليكنون وأندرو جونسون كان يمثّلان الحزبي الجمهوري والديمقراطي أثناء الانتخابات عام 1864
13. ↑  
لم يُعترف بأندرو جونسون من قبل الحزبين الرئيسيين (الديمقراطي والجمهوري) حاول جونسون في بناء حزب من الموالين تحت اسم الاتحاد الوطني. لكنه فشل في ذلك ويعتبر جونسون طرفا فيه.
14. ↑  
ذهب لتعديل العشرون لدستور الولايات المتحدة حيز التنفيذ في عام 1933، والانتقال يوم تنصيب الرئيس في 1937 من 4 مارس - 20 يناير، وتم تقصير هذا الأجل من 43 يوما.
15. ↑  
يعتبر أول رئيس لا يستطيع الترشح لفترة رئاسية ثالثة بعد التعديل 22 في الدستور الأمريكي
16. ↑  
لم يستكمل فترته الرئاسية الثانية

## وصلات خارجية
- الموقع الرسمي للبيت الأبيض